# Jerry Rubin

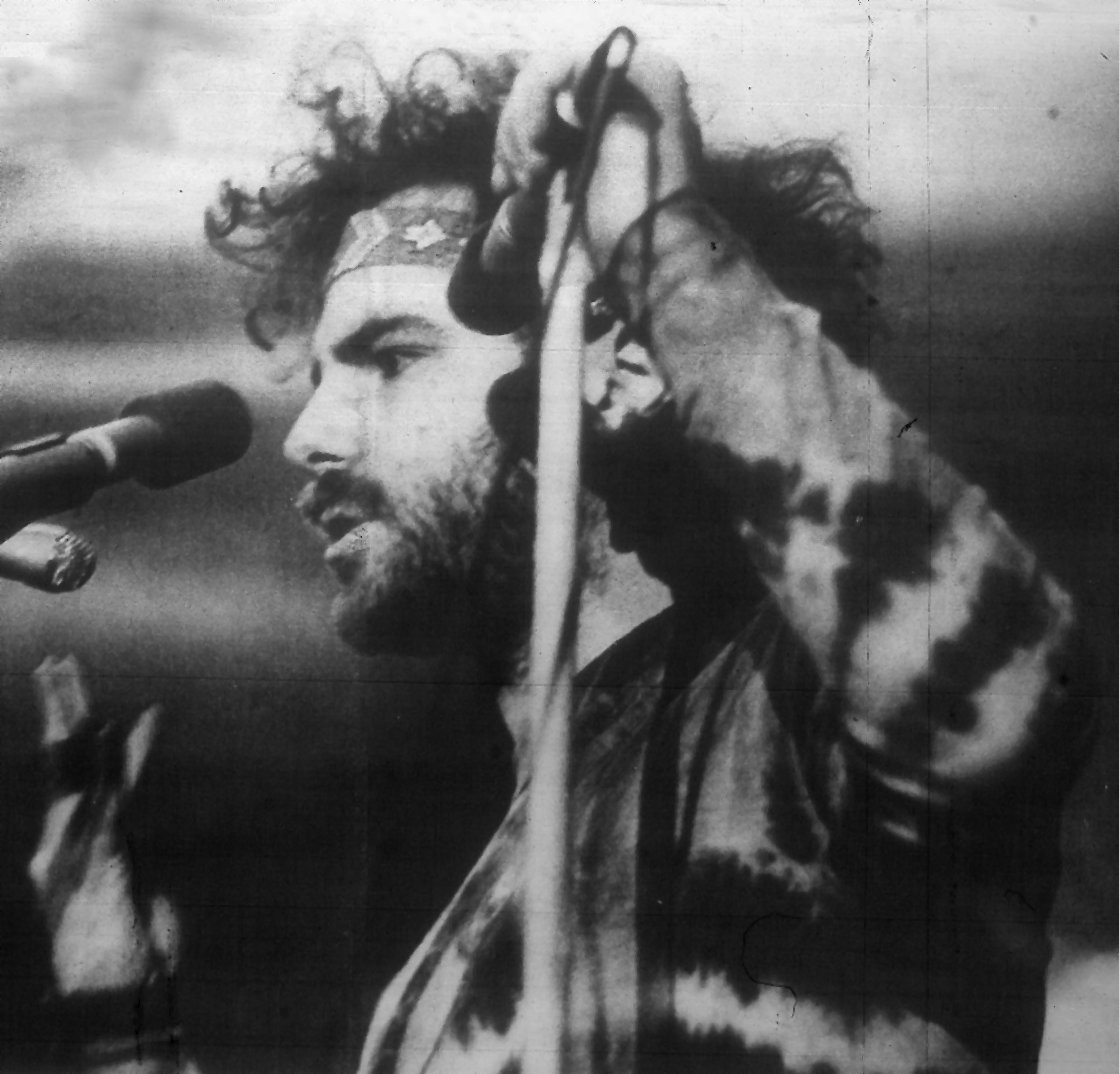
Jerry Rubin (1970)

Jerry Rubin (* 14. Juli 1938 in Cincinnati, Ohio; † 28. November 1994 in Los Angeles) war ein bekannter US-amerikanischer Aktivist in den 1960er und 1970er Jahren und Anarchist. Er leitete einige der ersten Proteste gegen den Vietnamkrieg und wurde wegen der gewalttätigen Übergriffe, die wegen des Parteitags der Demokraten 1968 stattfanden, vor Gericht gestellt, verurteilt, aber in Folge durch ein Berufungsgericht in allen Anklagepunkten freigesprochen.

## Leben
Rubin war der Sohn eines Brotlieferanten und Gewerkschaftsvertreters. Er wuchs in der Nähe von Abondale bei Cincinnati auf, einer damals wohlhabenden Gegend. Er besuchte die Walnut Hills High School und war Mitherausgeber der Schulzeitung The Chatterbox. In der Highschool begann Rubin für die Cincinnati Post über Highschoolsport zu schreiben. Später schloss er das Studium der Soziologie an der University of Cincinnati ab.
Rubins Eltern starben beide im Abstand von 10 Monaten, sodass er sich fortan um seinen jüngeren Bruder Gil kümmern musste. Jerry wollte Gil die Welt zeigen und entschied sich, ihn nach Indien mitzunehmen. Als Verwandte auf diesen Plan hin androhten, sein Fürsorgerecht für seinen Bruder anzugreifen, entschied Jerry sich stattdessen mit seinem Bruder nach Tel Aviv zu gehen. Gil lernte Hebräisch und beschloss später, in Israel zu bleiben und in einen Kibbuz zu ziehen.
Rubin besuchte zunächst die Universität von Berkeley. 1964 brach er seine Ausbildung jedoch ab, um sich auf seine politischen Aktivitäten konzentrieren zu können. Sein erster Protest fand in Berkeley statt. Dabei ging es um einen Einzelhändler, der sich weigerte, Schwarze einzustellen. Rubin leitete die Proteste bald selbständig.
Er organisierte die VDC (Vietnam Day Committee), leitete ein paar der ersten Proteste gegen den Vietnam-Krieg und war unter anderem mit Abbie Hoffman Mitgründer der Yippies (Youth International Party).
Am 14. November 1994 wurde Rubin beim Überqueren des Wilshire Boulevard direkt vor seinem Appartement in Los Angeles von einem Auto erfasst. Am 28. November 1994 erlag er im UCLA Medical Center seinen schweren Verletzungen.
Begraben wurde er im Hillside Memorial Park Cemetery in Culver City.

## Wirken

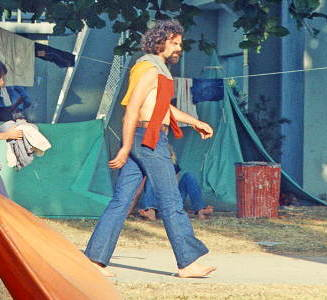
1972 Republican National Convention

Rubin war maßgeblich an der Störung der 1968 Democratic National Convention in Chicago beteiligt. Er wurde gemeinsam mit sechs anderen (Abbie Hoffman, Rennie Davis, John Froines, David Dellinger, Lee Weiner und Tom Hayden) vor Gericht gestellt. Bobby Seale war auch Teil dieser Gruppe, wurde aber später ausgeschlossen. Die Anklage lautete auf Verschwörung und Überschreitung von Staatsgrenzen mit der Absicht, zu einem Volksaufruhr aufzuhetzen. Julius Hoffman war der vorsitzende Richter. Die Angeklagten wurden allgemein als die Chicago Eight bezeichnet, beziehungsweise – nach dem Ausschluss vom Bobby Seale – als die Chicago Seven. Die Angeklagten verwandelten den Gerichtssaal in einen Zirkus. Fünf der sieben verbleibenden Angeklagten wurden zwar für schuldig befunden, einen Volksaufstand angezettelt zu haben, das Urteil wurde aber später in der Berufung aufgehoben.
Jerry Rubins Gesellschaftskritik wurde im Buch Do it! – Scenarios of the Revolution niedergeschrieben. Die Einleitung schrieb der Mitbegründer der Black Panthers Eldridge Cleaver und das ungewöhnliche Design stammt von Quentin Fiore. Die deutsche Erstausgabe erschien 1971 als Taschenbuch in einer Übersetzung von Mark W. Rien und erreichte noch im gleichen Jahr eine Auflage von 30.000 Exemplaren.
Nach dem Ende des Vietnamkrieges zog sich Rubin von seinen politischen Aktivitäten zurück und wurde Unternehmer und Geschäftsmann. 
Durch ein frühzeitiges Investment in Apple-Aktien wurde er zum Multimillionär.
In dem Film über Abbie Hoffman, Steal This Movie, wurde Rubin von Kevin Corrigan dargestellt. 2020 wurde der Film The Trial of the Chicago 7 veröffentlicht, in dem er von Jeremy Strong gespielt wird.